# Charles Drechsler
Charles Frank Drechsler (ur. 1 maja 1892 w Wisconsin, zm. 5 lutego 1986) – amerykański mykolog, który przez 45 lat prowadził badania w Departamencie Rolnictwa Stanów Zjednoczonych. Zajmował się głównie grzybowymi chorobami zbóż oraz grzybami Oomycetes i ich interakcjami z warzywami. Był autorytetem w dziedzinie Helminthosporium, Oomycetes i innych grzybów pasożytniczych.

## Życiorys i praca naukowa
Wychowywał się na farmie w pobliżu wioski Butternut. Jego rodzice byli niemieckiego pochodzenia i Charles mówił po niemiecku, dopiero w szkole nauczył się języka angielskiego. Studiował na Uniwersytecie Wisconsin–Madison, początkowo inżynierię, ale po udziale w wykładzie z mykologii przerzucił się na botanikę. W 1913 r. uzyskał tytuł licencjata, a w 1914 r. ukończył studia magisterskie z zakresu fitopatologii, pisząc pracę na temat czarnej zgnilizny kapustnych. Następnie zapisał się na Uniwersytet Harwarda, gdzie pod opieka znanego mykologa Rolanda Thaxtera obronił pracę doktorską o rodzaju Actinomyces.
W 1917 roku przeprowadził się do Waszyngtonu i rozpoczął karierę w Departamencie Rolnictwa Stanów Zjednoczonych. Początkowo pracował jako asystent w Biurze Przemysłu Roślinnego, Gleb i Inżynierii Rolniczej. Podczas I wojny światowej przez dwa lata służył w Korpusie Inżynieryjnym Armii Stanów Zjednoczonych, potem wrócił do dawnej swojej pracy. W 1924 r. awansował na stanowisko patologa pomocniczego, a w 1929 na stanowisko patologa, a następnie patologa. Rozpoczął badania nad chorobami zbóż, później nad chorobami warzyw. Badał grzybicze choroby roślin wywoływane przez lęgniowce, wiele z rodzajów Pythium, Phytophthora i Aphanomyces, zidentyfikował kilka nowych gatunków i narysował wiele ilustracji nowo zidentyfikowanych grzybów. Opublikował wiele artykułów na temat lęgniowców, które niszczą nicienie, ameby i glebowe korzenionóżki. Został doceniony za swoją rozległą pracę, otrzymując w 1966 r. tytuł członka American Phytopathological Society, a w 1984 r. tytuł Distinguished Mycologist od Mycological Society of America.
W 1930 roku poznał swoją przyszłą żonę, Mary Florence Morscher, która również była naukowcem (botaniczką). Mieli troje dzieci i pozostali w związku małżeńskim aż do śmierci Charlesa w wieku 94 lat. Rodzina była stałymi członkami kościoła metodystów Clarendon w Arlington w stanie Wirginia, a później została członkami kościoła metodystów University Park United Methodist Church w College Park w stanie Maryland.
Przy nazwach naukowych utworzonych przez niego taksonów standardowo dodawane jest jego nazwisko Dreschler (zobacz: lista skrótów nazwisk botaników i mykologów). Jego nazwiskiem nazwano rodzaj grzybów Drechslera.